# Calcocita
La calcocita (del grec jalkos, 'coure'), també anomenada calcosina, és un mineral de la classe dels sulfurs que pertany i dona nom al grup de la calcocita-digenita.

## Característiques
La calcocita és un mineral fràgil de color gris plom negrós i d'una lluentor metàl·lica. És coneguda per ser un important mineral de coure, format per un màxim d'un 79,8% d'aquest metall. El seu sistema cristal·lí és dimorf: ortoròmbic per sota de 103 °C i hexagonal a temperatures superiors. Forma una sèrie de solució sòlida amb la yarrowita.
Segons la classificació de Nickel-Strunz, la calcocita pertany a «02.BA: sulfurs metàl·lics amb proporció M:S > 1:1 (principalment 2:1) amb coure, plata i/o or», juntament amb els minerals següents: djurleïta, geerita, roxbyita, anilita, digenita, bornita, bellidoïta, berzelianita, athabascaïta, umangita, rickardita, weissita, acantita, mckinstryita, stromeyerita, jalpaïta, selenojalpaïta, eucairita, aguilarita, naumannita, cervel·leïta, hessita, chenguodaïta, henryita, stützita, argirodita, canfieldita, putzita, fischesserita, penzhinita, petrovskaïta, petzita, uytenbogaardtita, bezsmertnovita, bilibinskita i bogdanovita.

## Formació i jaciments
Apareix com a mineral secundari a prop de les zones d'oxidació dels jaciments de minerals sulfurs del coure, formada a partir d'aquests, en el que es diuen zones d'enriquiment supergènic. Sol trobar-se associada a altres minerals com: pirita, calcopirita, bornita, covel·lita o molibdenita.